# Црква Светог пророка Илије у Гибарцу
Црква Светог пророка Илије у Гибарцу, насељеном месту на територији општине Шид, припада Епархији сремској Српске православне цркве.
Камен темељац је постављен и освештан 4. октобра 2007. године.
Иконостас је освештан 13. августа 2015. године, од стране епископа сремског Василија Вадића.